# 歌籌

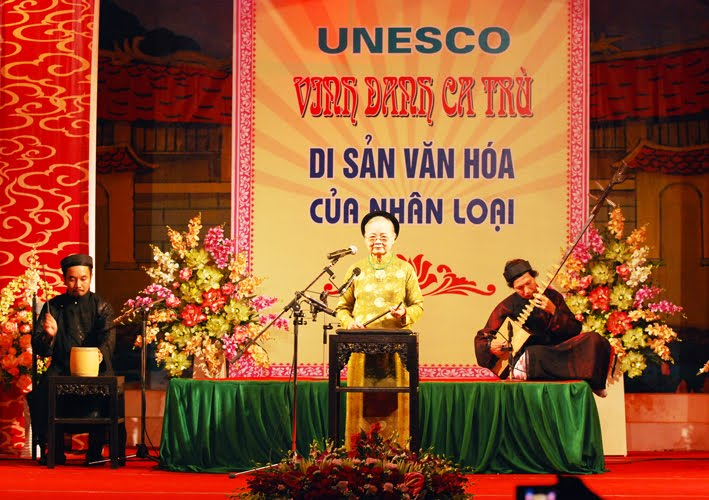
歌籌表演

歌籌（越南语：／）是一种越南传统曲艺形式，发源于15世纪，源自古代越南宮廷的室內樂。20世紀，这种艺术形式似乎已经由于战争灭绝了，但近年來人們逐漸開始重新認識這種重要的藝術。2005年以來，歌籌被聯合國教科文組織選入人類非物質文化遺產代表作名錄。